# Solanum aethiopicum
El nakatí (Solanum aethiopicum) es una planta de la familia Solanaceae nativa de Asia y África tropical. Se le conoce también como tomate amargo, berenjena etíope o africana (nombre preferido por la FAO), o también, berenjena escarlata. 

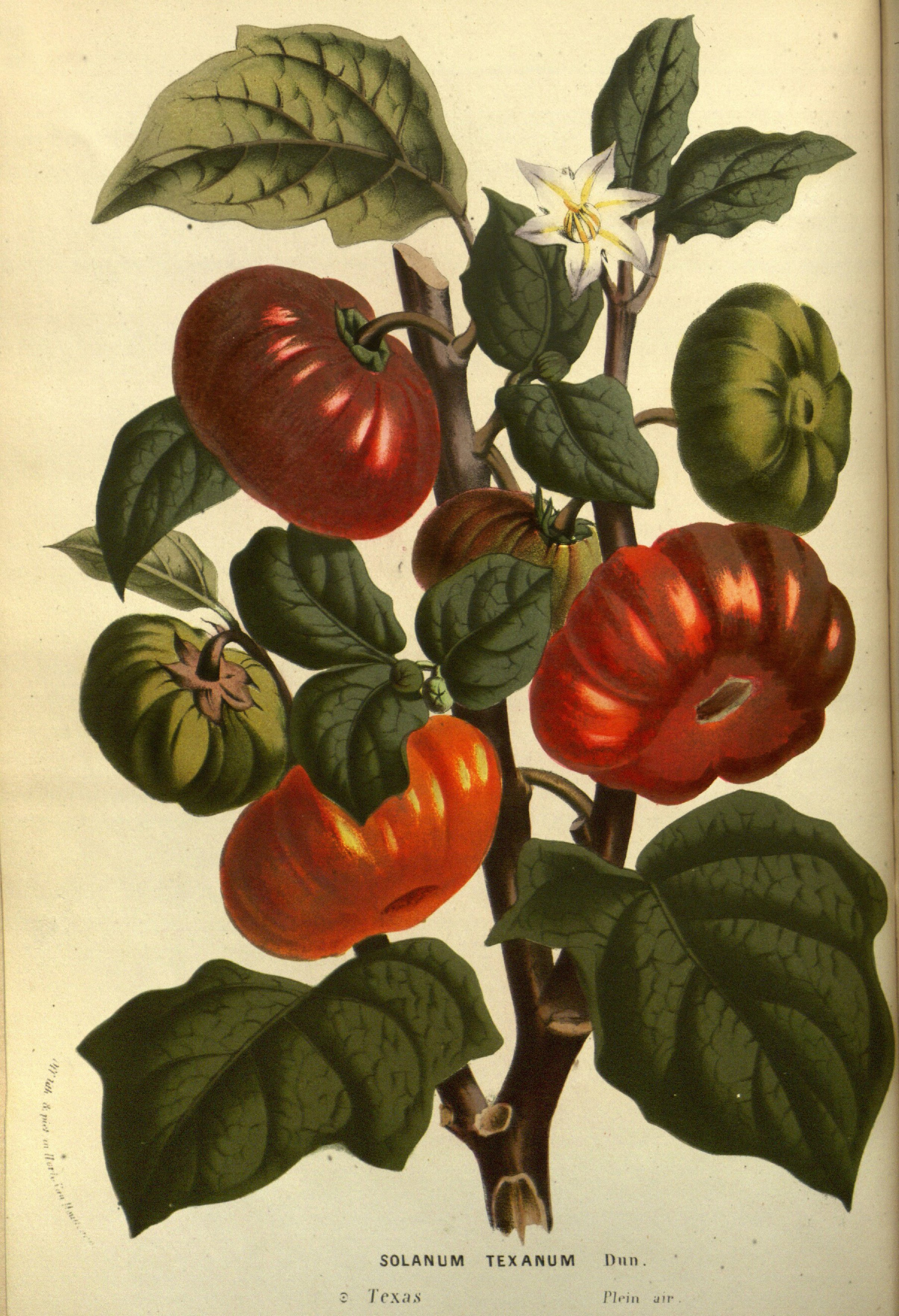
Ilustración

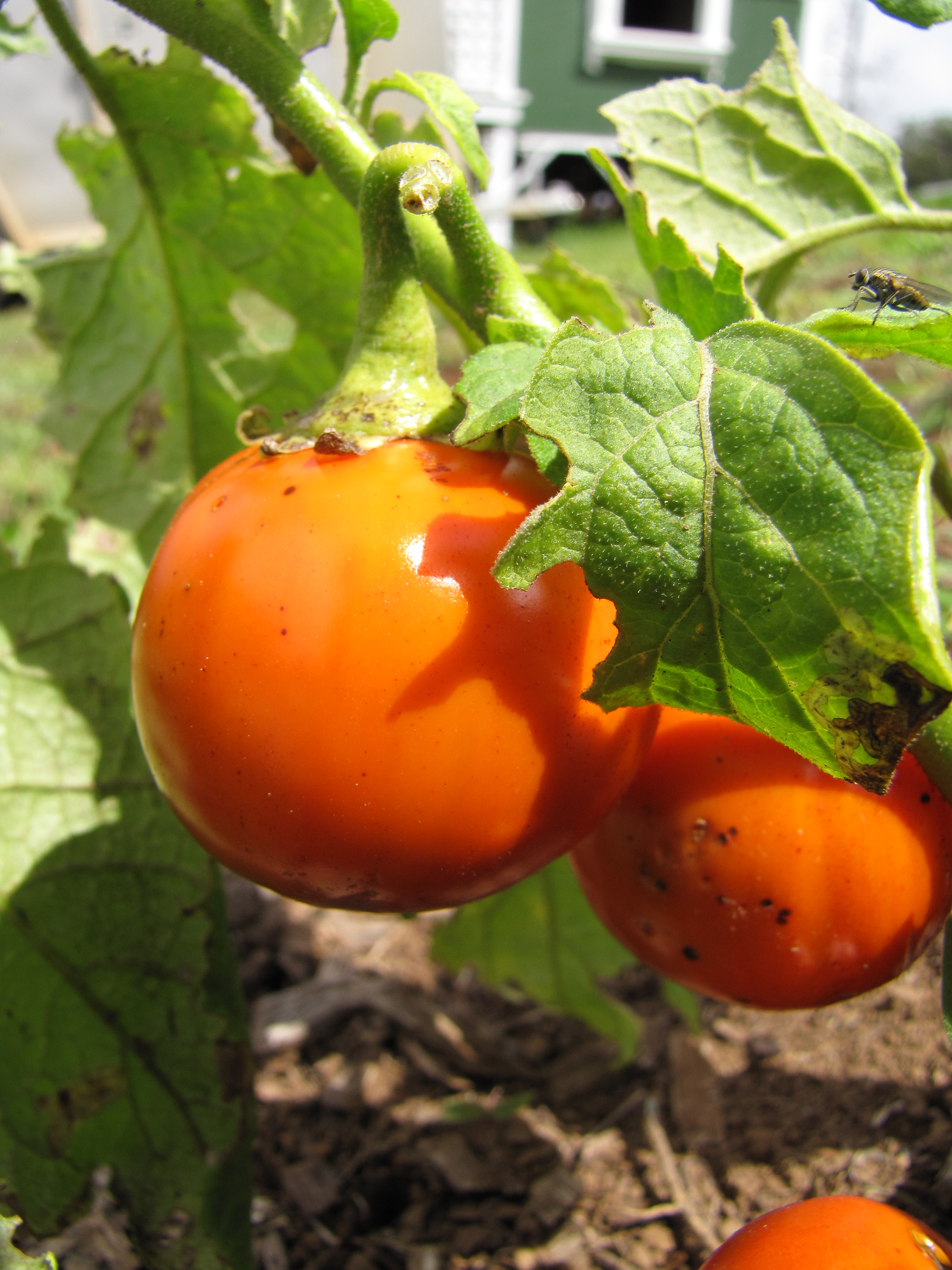
Fruto

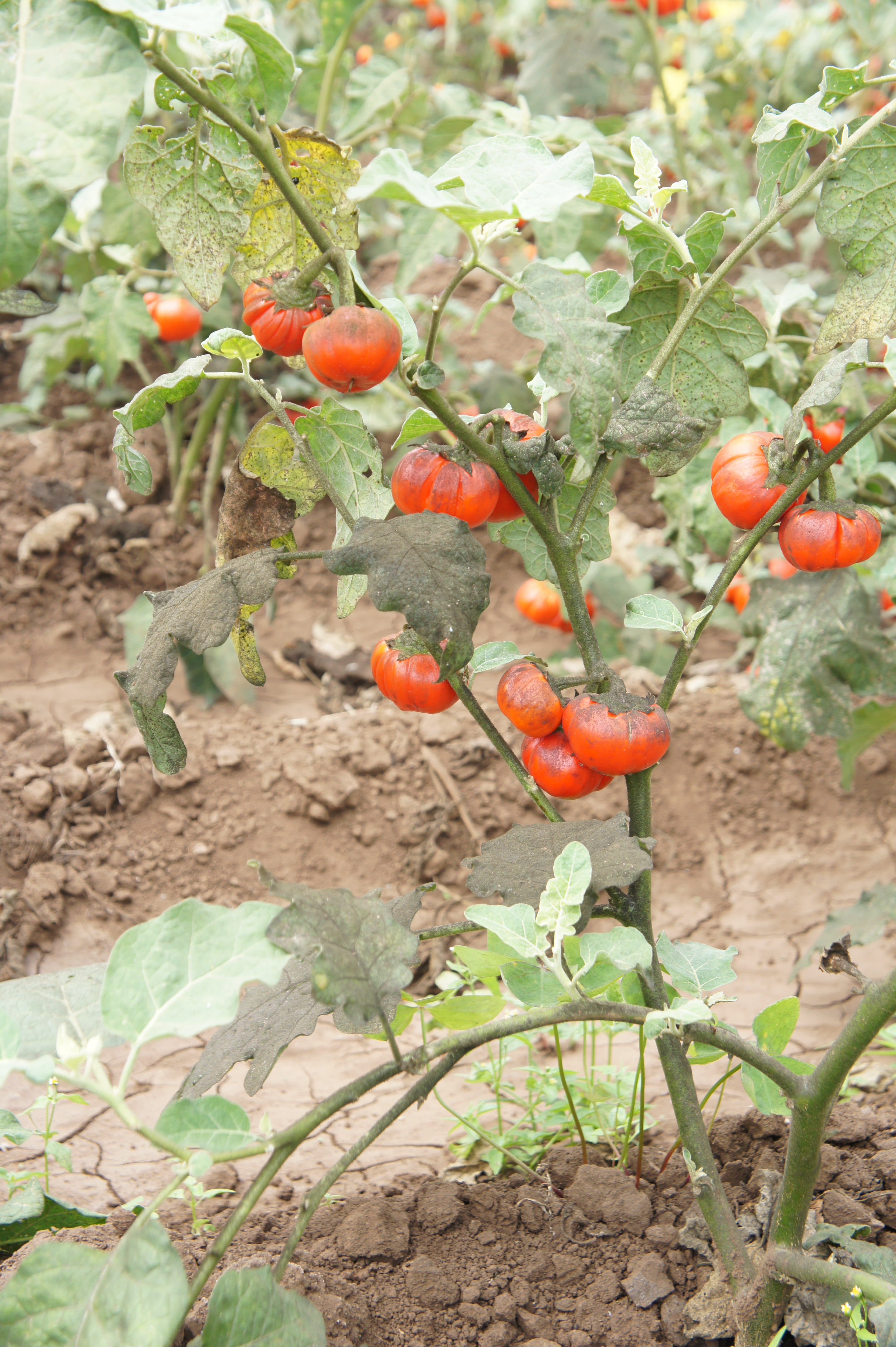
Vista de la planta

## Descripción
Son hierbas anuales que alcanzan un tamaño de 70 cm de altura, pubescentes con hojas acosadas o sésiles. Tallo y ramas espinosas; las espinas de 2-5 mm, 1-2 mm de ancho en la base, rectas o ligeramente curvado. Las hojas superiores emparejadas, a menudo desiguales; con pecíolo de 2-7 cm; la lámina de la hoja ovadas a oblongo-ovadas, 10-20 × 6-14 cm. Las inflorescencias extra-axilares, algunas flores, la carrera mose; pedúnculo 1-1,5 cm. Flores 5-meros, (6-9-meros  en el cultivo). Pedicelo de 5-12 mm, con espinas de 0,2-2 mm. Cáliz campanulado; lóbulos ligeramente desiguales, ovadas a ovado-lanceoladas, de 5-7 x 3-4 mm. La corola de color blanco o ligeramente violáceo. El fruto una drupa naranja o roja, Con frecuencia longitudinalmente 4-6-acanaladas. Las semillas reniformes, de 2-3.5 mm de diámetro.

## Distribución
Se encuentras a una altitud de 400-1800 m. Cultivado en Henan y Yunnan y en África.

## Usos
Tiene un fruto de apariencia intermedia entre la berenjena y el tomate. Las hojas son comestibles y son más nutritivas que el fruto. Este último, también comestible,  se lo utiliza industrialmente. La frutas se cosechan cuando aún están verdes, antes de que se endurezca su piel. El sabor depende de la cantidad de saponinas que presenten, que hace que unos sean dulces y otros muy amargos. Cuando maduran las bayas se vuelven de color rojo brillante por su alto contenido de  caroteno.
En Asia se la utiliza como planta ornamental.
Su cultivo está creciendo en el oeste de África, pues la planta crece durante todo el año y puede producir abundantes cosechas, aunque sus bajas tasas de germinación son un obstáculo para su implantación.
Los frutos se usan con fines medicinales y como alimento en algunos países.

## Taxonomía
Solanum aethiopicum fue descrita por Carlos Linneo y publicado en Centuria II. Plantarum ... 2: 10. 1756.
Etimología
Solanum: nombre genérico que deriva del vocablo Latíno equivalente al Griego στρνχνος (strychnos) para designar el Solanum nigrum (la "Hierba mora") —y probablemente otras especies del género, incluida la berenjena— , ya empleado por Plinio el Viejo en su Historia naturalis (21, 177 y 27, 132) y, antes, por Aulus Cornelius Celsus en De Re Medica (II, 33). Podría ser relacionado con el Latín sol. -is, "el sol", debido a que la planta sería propia de sitios algo soleados.
aethiopicum: epíteto geográfico latino que significa "de Etiopía".
Sinonimia
- Solanum gilo Raddi
- Solanum integrifolium Lam.
- Solanum texense Engelm. & A. Gray
- Solanum undatum Jacq.[11]